# V-2 Schneider
"V-2 Schneider" es una pieza instrumental compuesta por el músico británico David Bowie en 1977 para su álbum “Heroes”. Fue un tributo a Florian Schneider, cofundador de Kraftwerk, a quien Bowie reconoció como una influencia importante en su tiempo. El título también hace referencia al Cohete V-2, el primer misil balístico, que había sido desarrollado para el ejército alemán durante la Segunda Guerra Mundial, y cuyo diseño jugó un papel clave en el programa espacial estadounidense.

## Otros lanzamientos
- La canción fue publicado como lado B del lanzamiento de sencillo de «“Heroes”» el 23 de septiembre de 1977.[4]
- La canción ha aparecido en numerosos álbumes compilatorios de David Bowie:
  - Chameleon (1979)
  - Christiane F. (1982)
  - All Saints (1993)
- Fue publicada como un disco ilustrado en la caja recopilatoria Life Time.[5]

## Otras versiones
- Philip Glass – “Heroes” Symphony (1996)
- Mandarins Drum and Bugle Corps – en vivo

## Créditos
Créditos adaptados desde las notas del álbum.
- David Bowie – voz principal, piano, sintetizador, saxofón tenor
- Brian Eno – sintetizador
- Carlos Alomar – guitarra rítmica
- George Murray – bajo eléctrico
- Dennis Davis – batería, percusión